# Sozialverpflichtung
Sozialverpflichtungen sind die Verpflichtungen einer Gesellschaft gegenüber ihren Gesellschaftern aus dem Mitgliedschaftsverhältnis. Demgegenüber bezeichnen Sozialansprüche die Ansprüche der Gesellschaft gegenüber ihren Gesellschaftern aus dem Mitgliedschaftsverhältnis.
Zu den Sozialverpflichtungen gehört die Auskehrung des Gewinns (§ 121 HGB bei der oHG) oder die Verpflichtung zum Ersatz von Aufwendungen im Rahmen der Geschäftsführung (§ 110 HGB bei der oHG bzw. § 713 BGB iVm. § 670 BGB bei der GbR).

## Abgrenzung
Im Innenverhältnis einer Gesellschaft bestehen außer den Sozialverpflichtungen und Sozialansprüchen die Individualansprüche und -verpflichtungen. Dies sind Ansprüche und Verpflichtungen zwischen den einzelnen Gesellschaftern.
Sozialverpflichtungen sind von Drittverpflichtungen zu unterscheiden. Hierbei handelt es sich um Verpflichtungen von Gesellschaftern, die nicht aus dem Gesellschaftsverhältnis, sondern aus anderen zwischen der Gesellschaft und den Gesellschaftern abgeschlossenen Rechtsgeschäften herrühren, so zum Beispiel der Anspruch auf Kaufpreiszahlung aus einem zwischen der Gesellschaft und dem jeweiligen Gesellschafter abgeschlossenen Kaufvertrag. Hierbei tritt der einzelne Gesellschafter gegenüber der Gesellschaft als ein außenstehender Dritter auf.